# Cầu Rakotz

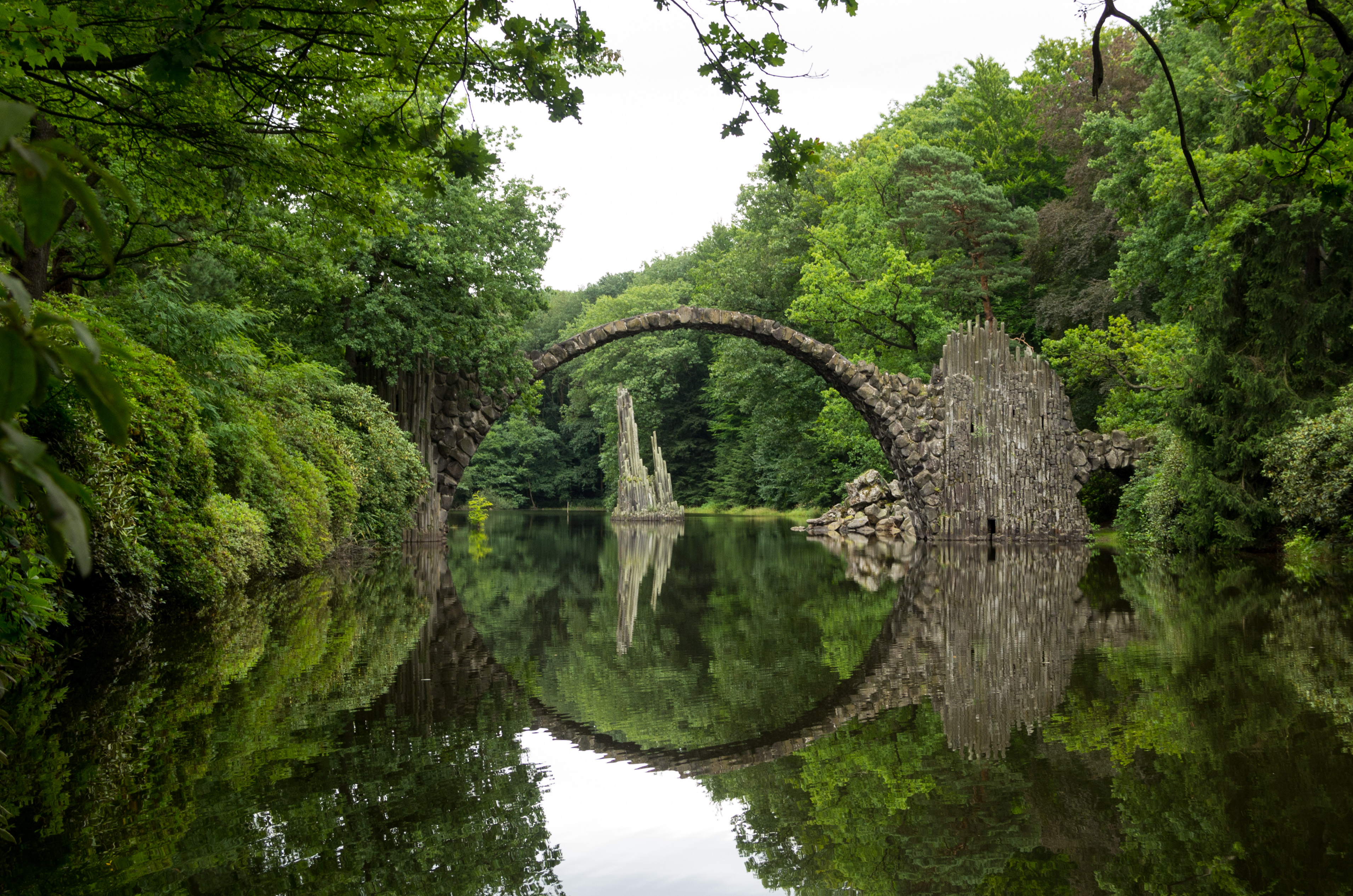
Cầu Rakotzbrücke năm 2016.

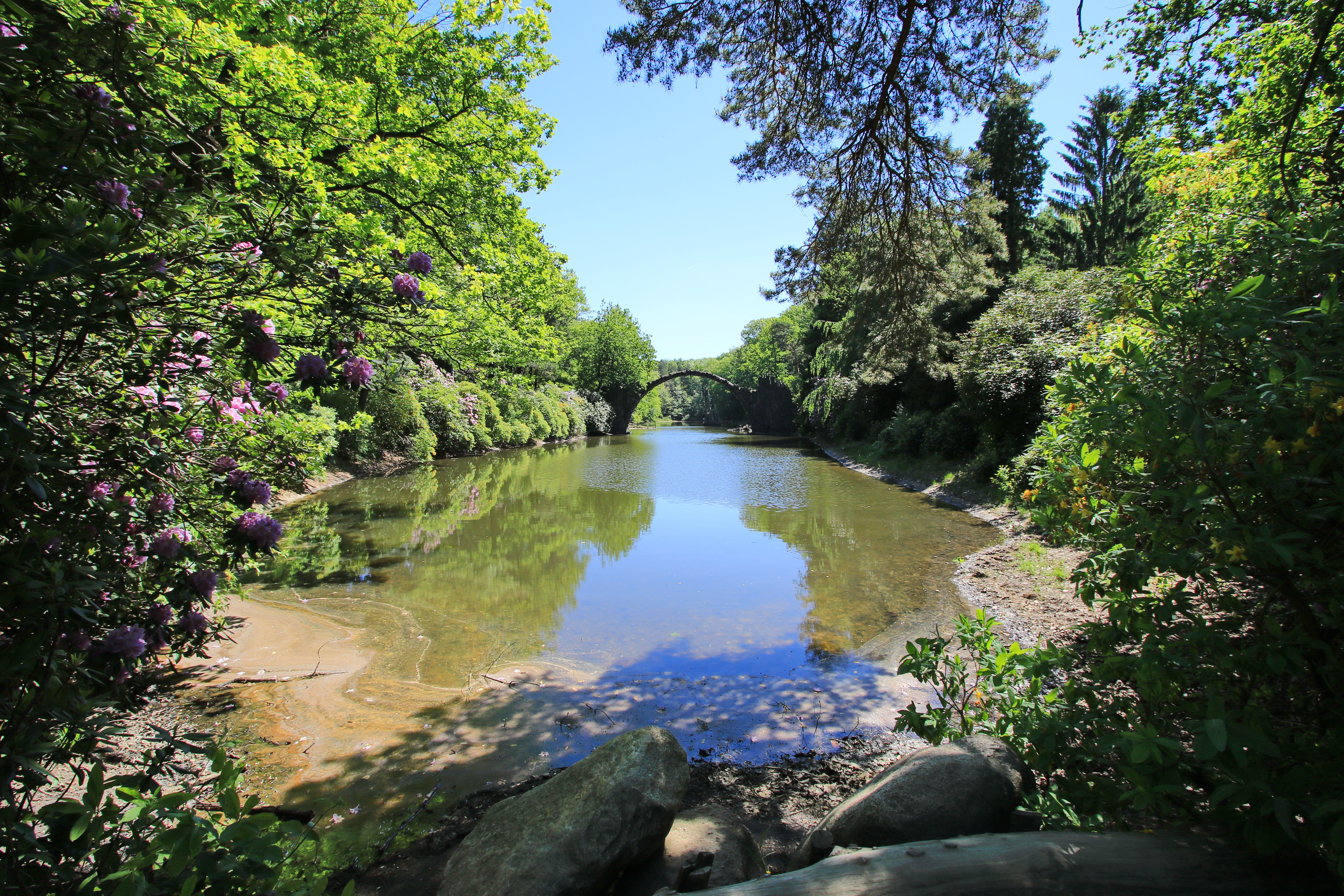
Không gian xung quanh cầu

Rakotzbrücke (còn được gọi là cầu Quỷ) là cây cầu vòm bằng đá bazan, mang dấu ấn của phong cách La Mã cổ đại nằm tại công viên Kromlauer ở Kromlau, thuộc Gablenz, Görlitz, Đức.
Cầu được xây dựng từ những năm 1860. Do cầu được xây theo kiểu kiến trúc vòm nên hình ảnh phản chiếu của nó trên mặt nước hồ tạo nên một vòng tròn gần như hoàn hảo, dù nhìn ở bất cứ góc độ nào. Sở dĩ cầu được gọi là cầu Quỷ là vì khi cầu đang được xây dựng, nhiều kiến tạo địa chất kỳ lạ hình thành trên mặt hồ và trong công viên.